# ان‌ان‌دی‌بی
پایگاه داده اسم‌های سرشناس (ان‌ان‌دی‌بی) (به انگلیسی: Notable Names Database (NNDB)) یک پایگاه داده آنلاین شامل جزئیات زندگی‌نامه‌ای بیش از ۴۰٬۰۰۰ نفر است. سویلنت کامیونیکیشنز، یک شرکت انحصاری که از Rotten.com منحل‌شده نیز میزبانی می‌کرد، ان‌ان‌دی‌بی را به‌عنوان یک «جمع‌کننده اطلاعات» از افراد قابل‌توجه، همراه با مشخص‌کردن روابط میان‌فردی آنها، توصیف می‌کند.